# 松尾晶代
松尾 晶代（まつお あきよ、1961年10月10日 - ）は、日本の女優。宮崎県都城市出身。東映アカデミーに所属していた。

## 出演作品

### テレビドラマ

#### 日本テレビ
- 火曜サスペンス劇場
  - 女弁護士 高林鮎子→弁護士 高林鮎子
    - 第4作「信州飯田線殺意の天竜峡」（1988年）
    - 第13作「北斗星1号複合の接点」（1993年）
    - 第16作「霧の旅・唐津の殺人」（1995年） - 友子
    - 第17作「支笏湖10時30分の女」（1995年）
    - 第19作「寝台特急北斗星の女」（1996年）
    - 第20作「豊肥本線早春の死角」（1997年）
    - 第24作「東京環状線夏の迷走」（1999年）
    - 第26作「雲仙長崎旅路の果て」（2000年）[3]

  - 女監察医・室生亜季子
    - 第6作「赤い髪の女」（1989年）
    - 第14作「震える海」（1993年）
    - 第16作「夕映えの女」（1994年）
    - 第18作「時効なし」（1995年）

  - 女動物医事件簿 第2作「炎を吐いた猫」（1991年）
  - 六月の花嫁シリーズ / 結婚運（1991年）
  - おかしな夫婦 第1作「デパートから盗まれた一枚の水中写真、川底から聞こえる死者の叫び」（1995年）
  - 15周年記念特別企画1「絆」（1996年）
  - 犯罪心理分析官 第3作（1997年）
  - 窓辺の女（2001年）
  - 街の医者・神山治郎
    - 第2作「出産拒否」（2001年） - 洋品店店主
    - 第5作「母親」（2003年）
- DRAMA COMPLEX[3]
  - ブラックウィドー（2005年）
  - 塀の中の懲りない女たち 第1作「宇都宮女子刑務所2006」（2006年）
- 火曜ドラマゴールド / 輝く女シリーズ1「伝説の美容師 山野愛子物語」（2006年）
- ドキュメンタリー・ドラマ うつへの復讐 〜絶望からの復活〜（2007年）

#### TBS
- 仮面ライダーシリーズ
  - 仮面ライダーBLACK（1988年）
    - 第24話「女子大生の悪夢」
    - 第37話「想い出は夕張の空」 - 保育士[3]

  - 仮面ライダーBLACK RX
    - 第9話「マリバロンの妖術」（1988年） - 小泉千草の母
    - 第29話「水のない世界」、第30話「明日なき東京砂漠」（1989年） - 住民
    - 第38話「白骨ヶ原の妖舞団」（1989年）[3]
- トリマー花子のワンニャン日記（1989年）
- 月曜ドラマスペシャル→月曜ミステリー劇場
  - Gメン'93春 第一級殺人の女（1993年）
  - 交通刑務所・刑務官 第1作「その夜、車はなぜ別の道を通ったか?」（1995年）
  - 冤罪シリーズ 第4作「冤罪IV」（2003年） - 看護師
- HOTEL 第4シリーズ 第4話「ミステリーな手紙」（1995年、TBS）

#### フジテレビ
- スケバン刑事II 少女鉄仮面伝説 第30話「第二部 激動編! 帰って来た影の総統」（1986年）
- 男と女のミステリー / 母ーちゃん（1988年）
- 花のあすか組! 第10話「ミコの恋 パンツでデート」（1988年） - 女教師
- 東映不思議コメディーシリーズ
  - 魔法少女ちゅうかなぱいぱい! 第7話「七色の恐竜」（1989年）
  - 不思議少女ナイルなトトメス（1991年）
    - 第1話「引っ越しそばの祟り」 - そばに襲われる女性
    - 第30話「ワルサの恋人」 - 婦人
    - 第48話「おまじないステーキ」

  - うたう!大竜宮城 第15話「クラゲ」（1992年）
  - 有言実行三姉妹シュシュトリアン 第23話「アジサイ仮面の心」（1993年） - 主婦
- 世にも奇妙な物語
  - 「バカばっかりだ!」（1991年）
  - 「いいかげん」（1992年）
- 大人は判ってくれない 第5回「あいつがヒーロー」（1992年）
- 木曜の怪談 第6話「七瀬ふたたび」（1996年）
- 金曜エンタテイメント
  - ニュースキャスター小室苑子
  - おふくろシリーズ 第12作「おふくろの挑戦 陸上ランナーの息子を襲った突然の事故」（1996年）
  - 美人三姉妹温泉芸者が行く! 第6作「松山道後に響く謎の怨恨殺人」（2001年） - 若葉
  - 浅見光彦シリーズ 第19作「ユタが愛した探偵」（2004年） - 女将[3]

#### テレビ朝日
- 特捜最前線
  - 第450話「前略、神代課長様・天使からの告発状!」（1986年）
  - 第462話「大崎の女・凍死トリック、死を招く雨!」（1986年）
  - 第463話「傷痕・男達のララバイ!」（1986年）
  - 第481話「連続爆破・共犯者は街に溢れる!」（1986年）
  - 第504話「早春の伊豆・迷路に墜ちた愛」（1987年）
- 土曜ワイド劇場
  - 山村美紗サスペンス「京都不倫旅行殺人事件」（1986年）
  - 西村京太郎トラベルミステリー
    - 第19作「L特急踊り子号殺人事件」（1991年）[3]
    - 第45作「超豪華寝台特急トワイライト連続殺人事件」（2006年） - 家政婦
    - 第47作「五能線の女」（2006年） - 安藤の妻
    - 第50作「山陽・東海道連続殺人ルート!」（2008年） - 洋子
    - 第52作「密室列車･かもしか,途中下車連続殺人!」（2009年） - アイメイト協会

  - 越後親不知、死を招くファインダー（1991年）
  - 密会の宿 第6作「スポーツクラブで消された女 マッサージルームの秘密」（1991年）
  - 殺人適齢期（1992年）
  - 厄除け商売繁盛殺人事件 第1作「浅草ほおずき市の夜から始まる恐怖の連鎖!」（1994年）
  - 終着駅シリーズ
    - 第13作「殺人の赴任」（2001年）
    - 第24作「終着駅」（2010年） - 宮地美佐枝

  - おかしな二人 第1作「居眠り刑事とダメ出し検事の長崎思案橋殺人慕情」（2002年） - マンションの住人
  - おかしな刑事
    - 第1作「叩き上げ刑事とキャリア警視の父娘が挑む連続殺人!」（2003年） - 大野の妻
    - 第2作「飛騨高山・郡上八幡に隠された男と女の殺意」（2005年） - 主婦
    - 第4作「海面2メートル! 時間差殺人の謎」（2007年） - 見物人
    - 第5作「新潟十日町着物ショーに父娘潜入捜査!」（2009年） - 椙平織物商会
    - 第8作「東京タワーは見ていた!」（2011年） - 今井
    - 第9作「鬼女の絵馬がつなぐ二つの死体!」（2012年） - 第一発見者

  - 検事・朝日奈耀子
    - 第2作「東京－伊豆稲取温泉 時間差13分の完全犯罪トリック!」（2004年） - フロント係
    - 第4作「函館立待岬 北の殺人物語」（2006年） - 司会者
    - 第5作「仙台〜松島殺意の旅」（2006年） - スーパーの店員

  - 終着駅の牛尾刑事VS事件記者・冴子
    - 牟田刑事官VS終着駅の牛尾刑事 第1作「エネミイ」（2001年）
    - 牟田刑事官VS終着駅の牛尾刑事そして事件記者冴子 第5作「タクシー」（2005年） - 安田恵子[3]

  - 刑事の妻〜デカツマ〜 第1作「魅惑の黒髪連続殺人」（2005年）
  - 新聞記者・鶴巻吾郎
    - 第1作「幻の女”に抱きつかれて私が犯人に!! 別所温泉・祇園祭の列に連続死の謎が!?」（2006年） - 塚本加代子
    - 第2作「北陸〜金沢 加賀温泉郷 山中節殺人事件」（2008年） - 看護師

  - さくら署の女たち 第1作「5人の美人女刑事の華麗なる殺人捜査!」（2006年） - 酒井明子
  - 東京駅お忘れ物預り所 第1作「大分発寝台特急「富士」連続殺人!!」（2007年） - 里村千代子
  - 新・警視庁女性捜査班 第2作「二人の母連続殺人!!」（2007年） - 老人ホーム建設反対派
- スーパー戦隊シリーズ
  - 超新星フラッシュマン 第45話「戦士よ地球を去れ」（1987年） - 母親
  - 超獣戦隊ライブマン 第27話「娘よ! ギガ計画を射て」（1988年） - みどり幼稚園の先生（ジンマー人間体）[3]
  - 地球戦隊ファイブマン
    - 第16話「腹ぺこヒーロー」（1990年） - 教師
    - 第43話「テレビの恋」（1990年） - 安部秀子アナウンサー
    - 第48話「星への旅立ち」（1991年） - タツヤの母

  - 鳥人戦隊ジェットマン（1991年）
    - 第15話「高校生戦士」 - 音楽の先生
    - 第16話「紙々の叛乱」 - 美術館の客 ※ノンクレジット

  - 恐竜戦隊ジュウレンジャー 第46話「参上! 凶悪戦隊」（1993年） - 母親
  - 忍者戦隊カクレンジャー 第45話「慌てん坊サンタ」（1994年） - ママ
  - 超力戦隊オーレンジャー
    - 第4話「怪奇!! 鉄人パパ」（1995年） - 主婦
    - 第22話「合体㊙指令!!」（1995年） - サトルの母
    - 第48話「愛の勇者たち」（1996年） - 母親

  - 激走戦隊カーレンジャー（1996年）
    - 第10話「大逆転!! 自転車教習」 - 主婦
    - 第39話「道路好き好き!! 宇宙ペット」 - 土門直樹の母

  - 電磁戦隊メガレンジャー 第48話「つぶすぜ! ヒネラーの黒い野望」（1998年） - 母親
- はぐれ刑事純情派
  - 第2シリーズ（1989年）
    - 第9話「父を見殺しにされた娘」
    - 第26話「金庫番の女」

  - 第4シリーズ 第13話「偽りのモンタージュ 美人ハナコ族の犯罪」（1991年）
  - 第5シリーズ 第1話「沖縄〜宮古島、青い珊瑚礁の誘惑! 企業舎弟に狙われた女」（1992年）
  - 第7シリーズ 第6話「女カメラマンの秘密・携帯電話の盲点」（1994年）
  - 第9シリーズ 第19話「ダンス教室の殺意!? 夢を庇う女」（1996年）
  - 第12シリーズ 第12話「襲われた夫は強盗犯!? 捜査を邪魔した女」（1999年）
  - 第13シリーズ 第12話「学級崩壊殺人!? 里見刑事の息子が犯人?」（2000年）
- メタルヒーローシリーズ
  - 特救指令ソルブレイン 第12話「誕生! 新ドーザー」（1991年） - 吉田恵子
  - ブルースワット
    - 第19話「魔少年（デーモンキッド）の正体!!」（1994年） - 主婦
    - 第50話「大激突 生か死か」（1995年） - 看護婦
- 火曜ミステリー劇場 / カラオケ教室殺人事件　日本海おんなが消えた歌の旅（1991年）
- さすらい刑事旅情編
  - さすらい刑事旅情編IV 第10話「青函トンネル・殺意を運ぶ海峡4号」（1991年）
  - さすらい刑事旅情編V 第2話「東北新幹線・昏睡強盗の女」（1992年）
- 風の刑事・東京発! 第14話「北九州行き! 結婚サギ師の女」（1996年）
- はみだし刑事情熱系 PART4 第11話「死なないで兵吾君!! 聖夜に響く娘の叫び」（1999年）
- 伊藤潤二恐怖コレクション 「顔泥棒」（2000年）
- 相棒 Season3 第12話「予告殺人〜狙われた美人姉妹の謎」（2005年） - 事務員
- 臨場（2009年）

#### テレビ東京
- 月曜・女のサスペンス / 夏樹静子サスペンス「『死ぬ』という女」（1993年）
- 刑事追う! 第18話「トカレフ」（1996年）

### 映画
- デコトラの鷲 祭りばやし（2003年）
- 四日間の奇蹟（2005年） - 患者の家族
- 余命（2009年）

### 配信ドラマ
- セコい誘拐（2002年）